# Rozdzielczość Chleba
Rozdzielczość Chleba (także Hub Wydawniczy Rozdzielczość Chleba) – założona w Krakowie grupa poetycka i wydawnicza funkcjonująca przede wszystkim w internecie, istniejąca w latach 2011–2018.
Rozdzielczość Chleba była kolektywem twórczym i wydawnictwem, tworzącym cyberkulturę, w tym poezję cyfrową. Założycielami Rozdzielczości Chleba byli Leszek Onak i Łukasz Podgórni. W kolektywie zaangażowani byli także: Julia Girulska, Piotr „Puldzian” Płucienniczak, Kinga Raab, Wojciech Stępień, Arkadiusz Wierzba i Agnieszka Zgud, Roman Bromboszcz. Część z nich powiązana była także z Korporacją Ha!art. Działalność finansowano z własnych składek, odbywała się bez dotacji i wsparcia instytucjonalnego. Nazwa miała nawiązywać do pierwszego opisanego „aktu piractwa”, jakiego miał dopuścić się Jezus Chrystus, rozmnażając chleb. Publikacje udostępniano online za darmo i na wolnych licencjach. Było to podyktowane nie tylko kwestiami finansowymi, lecz także ograniczeniami co do formy, a skutkowało większą liczbą odbiorców. Niektóre książki wydano także drukiem dla kolekcjonerów oraz dla przyzwyczajonych do papieru recenzentów i jurorów konkursów.
W opublikowanym w grudniu 2011 „Manifeście Rozdzielczości Chleba v. 1.8”, odwołując się do teorii remiksu i slamu, nawoływano do zastąpienia papierowych i hierarchicznych obiegów literackich wolnym ruchem treści w sieci. Manifest zarówno w zakresie nazwy jak i treści stanowił odwołanie do „Manifestu Neolingwistycznego v. 1.1” grupy Neolingwistów z 2002 oraz „Manifestu Poezji Cybernetycznej 1.1” grupy Perfokarta. Według Manifestu Rozdzielczości Chleba liczyć się miała jakość publikacji, nie zaś materialność nośnika. Jednym z przejawów tego podejścia było na początkowym etapie nienumerowanie wydawnictw, zaś w miejscu numeru ISSN wpisywanie „jebać ISSN”. Niemniej kładziono nacisk, by od strony redaktorskiej wydawnictwa były dopracowane i skończone. Działalność wydawnicza była uzupełniana występami, koncertami, promocjami niestandardowych form literackich (w tym z wykorzystaniem wizualizacji, muzyki, laserów, dymów, męskiego striptizu). W twórczości Rozdzielczości Chleba literaturę łączono z nowymi mediami, wykorzystując oprócz słowa, obraz, dźwięk, animację, interakcję z odbiorcą. Grafiki (w tym glitche, ikony, gify), często w estetyce vaporwave, nie były uzupełnieniem, lecz częścią równorzędną wobec słów. Podobnie traktowano publikowane aplikacje i algorytmy, gdyż zdaniem Onaka „język programowania to język, którym zawsze chcieli mówić poeci”. Wiele dzieł, w tym wierszy, nawet jeśli podpisanych indywidualnym nazwiskiem, było efektem wspólnej pracy. Tradycyjne przypisywanie autorstwa zastąpiono podziałem na „producentów tekstu” i „podpisujących się”. Dodatkowo, niektóre wiersze nie zostały napisane, a były rezultatem wytworzenia sytuacji komunikacyjnych, które wyzwalały konkretne aktywności i działania. Przykładem jest wiersz Onaka „Internet” z 2011, który powstał z zestawienia wklejanych przez niego fragmentów utworu „America” Allena Ginsberga i odpowiedzi najbardziej rozwiniętego wówczas chatbotu – CleverBota.
W 2014 dwie książki wydane przez Rozdzielczość Chleba – „Clubbing” Kamila Brewińskiego oraz „repetytorium” Macieja Taranka – zostały nominowane do Wrocławskiej Nagrody Poetyckiej Silesius w kategorii „debiut”. Z kolei w Ogólnopolskim Konkursie Literackim „Złoty Środek Poezji” książka Taranka zdobyła wyróżnienie, zaś Brewińskiego nominację. W 2015 grupa opublikowała „Metamanifest cyberżulerstwa”, który kończył fazę fascynacji technologią i cybernetyczną poezją i rozpoczynał przywiązywanie większej uwagi do podporządkowywania władzy, zarówno człowieka jak i maszyny. Tekst wprowadzał także pojęcie „cyberżula” – osoby, która po okresie bezkrytycznej wiary w technikę, uświadomiła sobie, że ta wiara stała się narkotykiem, od którego nie może się uwolnić. W 2015 podjęto współpracę z „Notesem na 6 tygodni”. W latach 2016–2018 grupa skupiała się na tematach estetyki i ideologii sukcesizmu. Kolektyw wystawiał prezentacje m.in. w galeriach V9 w Warszawie, Labirynt w Lublinie, Henryk w Krakowie, Instytucie Polskim w Bratysławie. Jesienią 2018 podjęto decyzję o zakończeniu działalności wydawnictwa.
W ramach Rozdzielczości Chleba prowadzono również takie projekty jak: 22i5D, cichy nabiau (z którym związany był m.in. Tomasz Pułka), ZUSwave.
Twórczość Rozdzielczości Chleba była przedmiotem rozprawy Grzegorza Jędrka z 2020 „Zaburzenia interfejsu przyjemności”. Performatywność współczesnej wypowiedzi artystycznej na przykładzie grupy „Rozdzielczość Chleba”, pierwszej pracy doktorskiej obronionej online na Katolickim Uniwersytecie Lubelskim. Dysertację wydano w 2021 w formie książkowej.

## Publikacje
Książki
- Michał Gulik, Paulina Kaucz, Leszek Onak: Remiks. Teorie i praktyki. Internet / Kraków: Rozdzielczość Chleba, 2011, s. 238, seria: Linia teoretyczna #1. ISBN 978-83-933358-0-0. [dostęp 2020-10-12].
- Piotr Puldzian Płucienniczak: Marsz na ROM. Internet: Rozdzielczość Chleba, 2012-05-18, s. 89, seria: Linia poetycka #1. ISBN 978-83-933358-2-4. [dostęp 2020-10-12].
- Leszek Onak, Łukasz Podgórni: wgraa. Internet / Kraków: Rozdzielczość Chleba, 2012-09-07, s. 28, seria: Linia poetycka #2. ISBN 978-83-933358-2-4. [dostęp 2020-10-12].
- Łukasz Podgórni: Skanowanie balu. Internet / Kraków: Rozdzielczość Chleba, 2012-12-08, s. 48, seria: Linia poetycka #3. ISBN 978-83-933358-3-1. [dostęp 2020-10-12].
- Kamil Brewiński: Clubbing. Internet / Kraków: Rozdzielczość Chleba, 2013-06-05, s. 52, seria: Linia poetycka #4. ISBN 978-83-933358-5-5. [dostęp 2020-10-12].
- Najlepszy poeta nigdy nie wygrywa. Historia slamu w Polsce 2003–2012. Agata Kołodziej (red.). Internet / Kraków: Rozdzielczość Chleba, 2013-06-06, s. 278, seria: Linia teoretyczna #2. ISBN 978-83-933358-4-8. [dostęp 2020-10-12].
- Glitch art is dead. Aleksandra Pieńkosz and Piotr Puldzian Płucienniczak (eds.). Internet / Kraków: Rozdzielczość Chleba, 2016-12-17, s. 234, seria: Linia teoretyczna #3. ISBN 978-83-933358-7-9. [dostęp 2020-10-12].
- Maciej Taranek: repetytorium. Internet / Kraków: Rozdzielczość Chleba, 2013-11-22, s. 48, seria: Linia poetycka #5. ISBN 978-83-933358-6-2. [dostęp 2020-10-12].
- Waldemar Jocher: Przetrwalnik. Internet / Kraków: Rozdzielczość Chleba, 2015-11-28, s. 42, seria: Linia poetycka #6. ISBN 978-83-933358-8-6. [dostęp 2020-10-12].
- Łukasz Podgórni: Pamiętne statusy. Internet / Kraków: Rozdzielczość Chleba, 2016, s. 56, seria: Linia poetycka #7. ISBN 978-83-933358-9-3. [dostęp 2020-10-12].
- Piotr Puldzian Płucienniczak: Firmy. Warszawa - Internet - Kraków: Rozdzielczość Chleba, 2017-10-11, s. 452, seria: poza liniami. ISBN 978-83-933358-7-9. [dostęp 2020-10-12].
- Dlaczego jesteśmy feministkami. Teresa Vetter (red.). Kraków / Internet: Rozdzielczość Chleba, 2017-12-16, s. 104, seria: poza liniami. [dostęp 2020-10-12].

Nośniki
Jako nośniki określone zostały „nieregularne magazyny aktywności Rozdzielczości Chleba”.
- Leszek Onak, Łukasz Podgórni (red.): Nośnik #1: Niepowszedni nośnik kultury. rozdzielchleb.pl, 2011-12-03. [dostęp 2020-10-12].
- Piotr Puldzian Płucienniczak: Nośnik #1+1: Polska. rozdzielchleb.pl, 2013-11-11. [dostęp 2020-10-12].
- Leszek Onak (red.): Nośnik #2: DRUGI. rozdzielchleb.pl, 2014-05-10. [dostęp 2020-10-12].
- Łukasz Podgórni (red.): Nośnik #3: CYBER%ULERSTWO. rozdzielchleb.pl, 2015-05-23. [dostęp 2020-10-12].
- Piotr Puldzian Płucienniczak i Kinga Raab (red.): Nośnik #4: ZUS. rozdzielchleb.pl, 2016-05-28. [dostęp 2020-10-12].